# Cottunculus sadko
Cottunculus sadko är en fiskart som beskrevs av Essipov, 1937. Cottunculus sadko ingår i släktet Cottunculus och familjen paddulkar. Inga underarter finns listade i Catalogue of Life.